# آبي هوفمان (عداء)
آبي هوفمان (بالإنجليزية: Abby Hoffman)‏ (و. 1946  م) هي عدائة المسافات المتوسطة، وعداءة سريعة كندية، ولدت في تورونتو، شاركت في الألعاب الأولمبية الصيفية 1964، ودورة الألعاب الأمريكية 1967، ودورة الألعاب الأمريكية 1963، ودورة الألعاب الأمريكية 1971، ودورة الألعاب الأمريكية 1975، والألعاب الجامعية الصيفية 1965، ودورة ألعاب الكومنولث والإمبراطورية البريطانية 1966، والألعاب الأولمبية الصيفية 1976، ودورة ألعاب الكومنولث والإمبراطورية البريطانية 1962، والألعاب الأولمبية الصيفية 1968، والألعاب الأولمبية الصيفية 1972، والألعاب الجامعية الصيفية 1967.
.

## جوائز
حصلت على جوائز منها:
- ضابط وسام كندا.

## روابط خارجية
- آبي هوفمان على موقع الاتحاد الدولي لألعاب القوى (الإنجليزية)
- آبي هوفمان على موقع اللجنة الأولمبية الدولية (الإنجليزية)
- آبي هوفمان على موقع أوليمبيديا (الإنجليزية)
- آبي هوفمان على موقع اللجنة الأولمبية الكندية (الإنجليزية)